# 范純
范純（1426年—？），字誠夫，直隸蘇州府嘉定縣人，明朝政治人物。進士出身。

## 生平
應天府鄉試第七十名。天順元年（1457年）丁丑科會試第二百十二名，殿試登進士第二甲第十九名。

## 家族
曾祖父文興。祖父范景逸。父亲范彛。